# Catagramma splendida
Catagramma splendida är en fjärilsart som beskrevs av Johannes Karl Max Röber 1921. Catagramma splendida ingår i släktet Catagramma och familjen praktfjärilar. Inga underarter finns listade i Catalogue of Life.